# Fairbank (Iowa)
Fairbank es una ciudad ubicada en el condado de Buchanan en el estado estadounidense de Iowa. En el Censo de 2010 tenía una población de 1113 habitantes y una densidad poblacional de 586,26 personas por km².

## Geografía
Fairbank se encuentra ubicada en las coordenadas 42°38′25″N 92°2′52″O / 42.64028, -92.04778. Según la Oficina del Censo de los Estados Unidos, Fairbank tiene una superficie total de 1.9 km², de la cual 1.85 km² corresponden a tierra firme y (2.59%) 0.05 km² es agua.

## Demografía
Según el censo de 2010, había 1113 personas residiendo en Fairbank. La densidad de población era de 586,26 hab./km². De los 1113 habitantes, Fairbank estaba compuesto por el 98.02% blancos, el 0.27% eran afroamericanos, el 0.09% eran amerindios, el 0% eran asiáticos, el 0% eran isleños del Pacífico, el 0.36% eran de otras razas y el 1.26% pertenecían a dos o más razas. Del total de la población el 1.8% eran hispanos o latinos de cualquier raza.